# Широкогоров, Сергей Михайлович
Серге́й Миха́йлович Широкого́ров (кит. 史祿國; Shi Luguo — Ши Луго) (19 июня (1 июля) 1887, Суздаль, Российская империя — 19 октября 1939, Пекин, Китай) — русский востоковед, антрополог, этнограф и этнолог. Известен прежде всего как автор термина «этнос» в его современном значении и родоначальник самостоятельной теории этноса. Представитель примордиализма.

## Биография
В 1896 году поступил на учёбу в Тульскую гимназию, а позднее перевёлся в частную немецкую гимназию города Юрьева, которую окончил в 1904 году.
В 1905 году выехал в Париж, где обучался на филологическом факультете Парижского университета, также параллельно занимался в Высшей школе политической экономии (фр. École de hautes études économique et politique) и с 1907 года — в Антропологической школе. Образование в Сорбонне не закончил.
Вернувшись в 1910 году в Россию, учился на отделении физико-математического факультета Санкт-Петербургского университета, но в 1915 году оставил обучение. Одновременно проходил курс в Археологическом институте.
В 1910 году был зачислен сотрудником в Музей антропологии и этнографии при Академии наук, а затем был назначен заведывать тунгусским подотделом музея. В 1916 году был избран младшим антропологом и назначен хранителем музея по антропологическому отделу.
С 1910 года начал участвовать в экспедициях по Восточной Сибири и Дальнему Востоку.
Разразившаяся гражданская война застигает Широкогорова на Дальнем Востоке, и он остаётся работать во Владивостоке. Он принял участие в создании частного историко-филологического факультета, а затем и Государственного Дальневосточного университета. Во Владивостоке занимался преподаванием и публикацией своих работ, в том числе обобщающих данные собранные экспедициями. Был активно вовлечен в политическую жизнь во Владивостоке как участник несоциалистического движения. Сотрудничал с правительством Колчака.
Установление советской власти на Дальнем Востоке застало его в Шанхае. Не имея возможности прервать начатую работу по изданию своего труда «Этнос. Исследование основных принципов изменения этнических и этнографических явлений», Сергей Михайлович оказался в вынужденной эмиграции в Китае и сначала работал в учебных заведениях Шанхая и Аомыня. С 1930 года поселился в Пекине. Преподавал в Католическом университете в Пекине и в Университете Цинхуа. Был научным руководителем у китайского антрополога и социолога Фэй Сяотуна.
В эмиграции С. М. Широкогоров написал десятки работ, выходивших в основном на английском, частично — немецком и французском языках.
Определил этнос как группу людей, говорящих на одном и том же языке и признающих общее происхождение, характеризующихся совокупностью обычаев и образа жизни, которые сохраняются и освящаются традицией, что отличает её от других групп того же рода. Примордиализм Широкогорова берёт своё начало в неоромантической концепции Иоганна Гердера о народе как единстве крови и почвы. Этот подход Широкогоров реализовал в позитивистской программе этнографических исследований.

## Работы

### Монографии
на русском языке
- Широкогоров С. М. Место этнографии среди наук и классификация этносов. Введение в курс этнографии Дальнего Востока, прочитанный в 1921-1922 году в Дальневосточном государственном университете. — Владивосток: Типо-литогр. т-ва. изд. "Свободная Россия", 1922. — 22 с. (переиздана в С. М. Широкогоров. Избранные работы и материалы, Книга 1., Владивосток, Издательство Дальневосточного университета, 2001)
- Широкогоров С. М. Этнос. Исследование основных принципов изменения этнических и этнографических явлений. — Шанхай: Отдельный оттиск из LXVII Известий Восточного факультета Государственного Дальневосточного университета, 1923. — 134 с. (переиздана в С. М. Широкогоров. Избранные работы и материалы, Книга 1., Владивосток, Издательство Дальневосточного университета, 2001) (копия)
- Широкогоров С. М. Социальная организация северных тунгусов (с вводными главами о географии расселения и истории этих групп) / пер. с англ.; Ин-т этнологии и антропологии им. Н. Н. Миклухо-Маклая РАН; Музей антропологии и этнографии им. Петра Великого (Кунсткамера) РАН. — М.: Наука — Восточная литература, 2017. — 710 с. — (Этнографическая библиотека / редкол.: В. А. Тишков (пред.) и др.)). — ISBN 978-5-02-039806-1.

на других языках
- Shirokogoroff S. M. Anthropology of Northern China. — Shanghai: Royal Asiatic Society. — Vol. 11. — 118 p. (Переиздано в 1966 г. Anthropological Publications. Oosterhout. N.B. 1966)
- Shirokogoroff S. M. Social organization of the Manchus: a study of the Manchu clan organization. — Shanghai: Journal of the North China Branch of the Royal Asiatic Society. — 194 p. (Переиздано AMS Press. New York. 1973. Японский перевод этой работы опубликован в 1967 г. в Токио.)
- Shirokogoroff S. M. Ethnical unit and milieu. — Shanghai: Edward Evans and Sons, 1924. — 36 p.
- Shirokogoroff S. M. Anthropology of Eastern China and Kwangtung province. — North China Branch of the Royal Asiatic Society, 1925. — Vol. 4. — 162 p.
- Shirokogoroff S. M. Process of physical growth among the Chinese. — Shanghai: The Commercial Press, 1925. — Vol. 1. The Chinese of Chekiang and Kiangsu: measured by Dr. V. Appleton. — 137 p.
- Shirokogoroff S. M. Social organization of the Northern Tungus (with introductory chapters concerning geographical distribution and history of this groups). — Shanghai: The Commercial Press, 1929. — 427 p. Reprinted in 1966 by Anthropological Publications, Oosterhout N.B. Переведено на японский язык в 1941, а затем в 1982 г. Переведено на китайский язык в 1984 г.
- Shirokogoroff S. M. Ethnological and linguistical aspects of the Uralo-Altaic hypothesis. — Peiping: The Commercial Press, 1931. — 198 p. (переиздано в 1970 г. Anthropological Publications, Oosterhout, N.B.)
- Shirokogoroff S. M. Letter to Professor Dr. P.P. Schmidt. — 25 February 1932. — 20 p.
- Shirokogoroff S. M. Letter to Professor Dr. D.H. Kulp. — 30 July 1932. — 48 p.
- Shirokogoroff S. M. Ethnos: An outline of theory. — Peiping: Catholic University Press, 1934. — 73 p.
- Shirokogoroff S. M. Psychomental complex of the Tungus. — London: Kegan Paul, Trench, Trubner & Co, 1935. — 469 p. (переиздано в 1982 г. AMS Press, New York)
  - Psychomental complex of the Tungus. — Vol. 1.
  - Psychomental complex of the Tungus. — Vol. 2.
  - Psychomental complex of the Tungus. — Vol. 3.
  - Psychomental complex of the Tungus. — Vol. 4.
- Shirokogoroff S. M. A Tungus Dictionary: Tungus-Russian and Russian-Tungus, photograved from manuscripts. — Tokyo: The Minzokugaku Kyokai, 1944. — 256 p.

### Статьи
на русском языке
- Широкогоров С. М. Отчёт о командировке к тунгусам и ороченам Забайкальской области в 1912 и 1913 гг. // Известия Русского комитета для изучения Средней и Восточной Азии в историческом, археологическом, лингвистическом и этнографическом отношениях. — Петроград, 1914. — № 3.
- Широкогоров С. М. Задачи антропологии в Сибири // Сборник музея антропологии и этнографии. III. — Петроград, 1915. — С. 15—48.
- Широкогоров С. М. В. В. Радлов // Учёные записки историко-филологического факультета в г. Владивостоке. — Владивосток, 1919. — Вып. 1.Полутом 1. — С. 21—24.
- Широкогоров С. М. О методах разработки антропологических материалов. Критический разбор работы С.И. Руденко «Башкиры» // Учёные записки историко-филологического факультета в г. Владивостоке. — Владивосток, 1919. — Вып. II. — С. 3—20.
- Широкогоров С. М. Опыт исследования основ шаманства у тунгусов // Учёные записки историко-филологического факультета в г. Владивостоке. — 1919. — Вып. 1. — С. 47—108. (переиздано в С. М. Широкогоров. Избранные работы и материалы, Книга 1., Владивосток, Издательство Дальневосточного университета, 2001)
- Широкогоров С. М. Христианская миссия и восточные цивилизации // Вестник Азии. — 1926. — № 53. — С. 449—460.
- Широкогоров С. М. Тунгусский литературный язык. Вступительная статья К. Иноуэ // Краеведческий бюллетень. Южно-Сахалинск. — 1995. — № 1. — С. 132—162.
- Широкогоров С. М. Место этнографии среди наук и классификация этносов // Личность. Культура. Общество. — 2000. — Т. II, вып. 4. — С. 126—147.
- Широкогоров С. М. Краткий отчёт о деятельности в 1917—1919 гг. сверхштатного младшего антрополога Музея антропологии и этнографии С. М. // Широкогоров С. М. Избранные работы и материалы, Книга 1. — Владивосток: Издательство Дальневосточного университета, 2001.
- Широкогоров С. М. Письма к Л. Я. Штернбергу (1912-1924 гг.) // Этнографическое обозрение. — 2015. — № 6. — С. 155—172.

на других языках
- Shirokogoroff S. M. General Theory of Shamanism among the Tungus // Journal of the North China Branch of the Royal Asiatic Sosiety. — 1923. — Vol. 54. — P. 246—249.
- Shirokogoroff S. M. Ethnological investigations in Siberia, Mongolia and Northern China // The China Journal of Science and Art. — 1923. — Vol. 1. — P. 513—522, 611—621.
- Shirokogoroff S. M. What is shamanism? // The China Journal of Science and Art. — 1924. — Vol. 2. — P. 275—279, 368—371.
- Shirokogoroff S. M. Review of the Common law of the Mongols, part 1, by W.A. Riassanovsky // The China Journal of Science and Art. — 1924. — Vol. 2. — P. 383—384.
- Shirokogoroff S. M. Who are the Northern Chinese? // Journal of the North China branch of the Royal Asiatic Society. — 1924. — Vol. LV. — P. 13.
- Shirokogoroff S. M. Critical Bibliographical Notes. Study of the Tungus Language // Journal of the North China Branch of the Royal Asiatic Society. — 1924. — Vol. LV. — P. 261—269.
- Shirokogoroff S. M., Mironov N. D. Sramana-Shaman. Etymology of the word «shaman» // Journal of the North China Branch of the Royal Asiatic Society. — 1924. — Vol. 55. — P. 105—130.
- Shirokogoroff S. M. Study of Tungus languages (a review article on P.P. Schmidt`s The Language of the Negidals and the Language of the Olchas) // Journal of the North China Branch of the Royal Asiatic Society. — 1924. — Vol. 55. — P. 261—269.
- Shirokogoroff S. M., Appleton V. B. Growth of Chinese // The China Medical Journal[англ.]. — 1924. — Vol. 38. — P. 400—414.
- Shirokogoroff S. M. Notes on the process of physical growth among the Chinese females and males of Chekiang // The China Medical Journal[англ.]. — 1925. — Vol. 39. — P. 12.
- Shirokogoroff S. M. Review of The common law of the Mongols by W.A. Riasanowsky, parts 2 and 3 // The China Journal of Science and Art.. — 1925. — Vol. 3. — P. 548—550.
- Shirokogoroff S. M. Northern Tungus migrations in the Far East (Goldi and their ethnical affinities) // Journal of the North China Branch of the Royal Asiatic Society. — 1926. — Vol. 57. — P. 123—183.
- Shirokogoroff S. M. Review of The character of races as influenced by physical environment, natural selection and historical development by Ellsworth Huntington // Journal of the North China Branch of the Royal Asiatic Society. — 1926. — Vol. 57. — P. 213—219.
- Shirokogoroff S. M. Review of On the cephalic index of the Japanese and their local differences: A contribution to the physical anthropology of Japan by A. Matsumura // Journal of the North China Branch of the Royal Asiatic Society. — 1926. — Vol. 57. — P. 219—222.
- Shirokogoroff S. M. Review of Archeological investigations in the Aleutian Islands by Waldemar Jochelson // Journal of the North China Branch of the Royal Asiatic Society. — 1926. — Vol. 57. — P. 223—224.
- Shirokogoroff S. M. Northern Tungus terms of orientation // Rocznik Orientalistyczny[пол.]. — 1928. — Vol. IV. — P. 167—187.
- Shirokogoroff S. M. Phonetic notes on a Lolo dialect and consonant // Bulletin of the National Research Institute of History and Philology. — 1930. — Vol. 11. — P. 183—225.
- Shirokogoroff S. M. Anthropologische und gynakologische Beobachtungen an Chinesinnen der Provinz Rwantung (with G. Frommolt) // Zeitschrift fur Geburtshilfe und Gynakologie Band. — 1931. — Vol. 99. — P. 395—442.
- Shirokogoroff S. M. New contribution to the problem of the origin of Chinese culture // Anthropos. — 1931. — Vol. 26. — P. 217—222. — JSTOR 40446146.
- Shirokogoroff S. M. The importance of the scientific investigation of the Tungus // Chinese Social and Political Science Review. — 1931. — Vol. 15 (2). — P. 147—160.
- Shirokogoroff S. M. Notes on the bilibialization and aspiration of the vowels in the Tungus languages // Rocznik Orientalistyczny[пол.]. — 1931. — Vol. VII. — P. 236—263.
- Shirokogoroff S. M. Function of folklore and science of folklore, a note in R.D. Jameson`s Three lectures on Chinese folklore. — 1932. — P. 146—149.
- Shirokogoroff S. M. Reading and transliteration of Manchu Lit // Rocznik Orientalistyczny[пол.]. — 1934. — Vol. X. — P. 122—130.
- Shirokogoroff S. M. Versuch einer Erforschung der Grundalen des Schamanentus bei den Tungusen, autorisierte Ubersetzung von W. A. Unkrig aus dem Russischen // Baessler-Archiv. — 1935. — Vol. XVIII/2. — P. 41—96.
- Shirokogoroff S. M. La theorie de l`Ethnos et sa place dans le systeme des sciences anthropologiques // L`Ethnographie nouvelle serie. — 1936. — Vol. 32. — P. 85—115.
- Shirokogoroff S. M. Ethnographie und Ethnologie. Zur Lage der modernen Volkerkunde (aus dem Englischen ubersetzt von W. Muhlmann) // Archiv fur Anthropologie n.s.. — 1937. — Vol. XXIV. — P. 1—7.
- Shirokogoroff S. M. Review of Lehrbuch der Volkerkunde by Konrad Preuss // Archiv fur Anthropologie n.s. — 1938. — Vol. XXIV/2. — P. 158—161.
- Shirokogoroff S. M. Review of Textes oraux ordos by Antoine Mostaert // Monumenta Serica. — 1938. — Vol. III. — P. 298—300. — doi:10.1080/02549948.1937.11745075.
- Shirokogoroff S. M. Review of  Die sudslavische Grossfamilie in ihrer Bezeihung zum asiatischen Grossraum by Vinski Zdenko // Monumenta Serica. — 1939. — Vol. IV. — P. 376—377.
- Shirokogoroff S. M. Review of Peasant life in China by Fei Hsiao-tung // Monumenta Serica. — 1939. — Vol. IV. — P. 377—378.
- Shirokogoroff S. M. Review of Method der Volkerkunde by W. Muhlmann // Deutsche Literaturzeitung[нем.]. — 1939. — Vol. 19. — P. 678—682.
- Shirokogoroff S. M. Ethnography and «missionaries» work // Collectanea Commissionis Synodalis. — 1939. — Vol. XII. — P. 715—727.
- Shirokogoroff S. M. Ethnographic investigation of China // Folklore Studies. — 1942. — Vol. 1. — P. 1—8. — doi:10.2307/3182923.
- Shirokogoroff S. M. Tungus Literary Language // Asian Ethnology. — 1991. — Vol. 50/1. — doi:10.2307/1178185.